# Молодіжний чемпіонат Європи з футболу 2023
Чемпіонат Європи з футболу 2023 серед молодіжних команд — міжнародний футбольний турнір під егідою УЄФА серед молодіжних (до 21 року на момент старту відбіркового турніру) збірних команд країн зони УЄФА. У змаганні брали участь футболісти, народжені не раніше 1 січня 2000 року. 24-ий молодіжний чемпіонат Європи (27-ий, якщо враховувати молодіжні чемпіонати U-23).
У фінальному турнірі грали 16 команд.
Співорганізаторами чемпіонату були Румунія та Грузія. Стартовий матч приймала Румунія, а фінал — Грузія.
Так само, як і попередні молодіжні чемпіонати Європи, які проводилися за рік до Олімпіади, цей турнір є кваліфікаційним до Олімпійського футбольного турніру. Команди (окрім Франції, яка автоматично кваліфікується як господар Олімпійських ігор) змагатимуться за кваліфікацію до чоловічого футбольного турніру на літніх Олімпійських іграх 2024 року в Парижі, де вони будуть представлені своїми національними командами до 23 років із максимум трьома гравцями старшого віку.

## Вибір господарів
Румунія та Грузія подавали заявки на проведення турніру окремо. Але 3 грудня 2020 року на засіданні Виконавчого комітету УЄФА було прийнято рішення про спільне проведення чемпіонату в цих двох країнах.

## Кваліфікація

### Кваліфіковані команди
До фінального турніру кваліфікувалися наступні команди.
Статистика враховує лише чемпіонати U-21 (з 1978 року).
| Команда    | Спосіб кваліфікації      | Дата кваліфікації | Кількість участей | Остання участь | Попередній найкращий результат         |
| ---------- | ------------------------ | ----------------- | ----------------- | -------------- | -------------------------------------- |
| Румунія    | Господар                 | 3 грудня 2020     | 4-та              | 2021           | Півфіналіст (2019)                     |
| Грузія     | Господар                 | 3 грудня 2020     | 1-ша              | —              | Дебют                                  |
| Бельгія    | Переможець Групи I       | 29 березня 2022   | 4-та              | 2019           | Півфіналіст (2007)                     |
| Іспанія    | Переможець Групи C       | 2 травня 2022     | 16-та             | 2021           | Чемпіон (1986, 1998, 2011, 2013, 2019) |
| Німеччина  | Переможець Групи B       | 3 червня 2022     | 14-та             | 2021           | Чемпіон (2009, 2017, 2021)             |
| Португалія | Переможець Групи D       | 6 червня 2022     | 10-та             | 2021           | Віцечемпіон (1994, 2015, 2021)         |
| Англія     | Переможець Групи G       | 7 червня 2022     | 17-та             | 2021           | Чемпіон (1982, 1984)                   |
| Нідерланди | Переможець Групи E       | 8 червня 2022     | 9-та              | 2021           | Чемпіон (2006, 2007)                   |
| Франція    | Переможець Групи H       | 9 червня 2022     | 11-та             | 2021           | Чемпіон (1988)                         |
| Італія     | Переможець Групи F       | 14 червня 2022    | 22-га             | 2021           | Чемпіон (1992, 1994, 1996, 2000, 2004) |
| Норвегія   | Переможець Групи A       | 14 червня 2022    | 3-тя              | 2013           | Півфіналіст (1998, 2013)               |
| Швейцарія  | Найкраща з других команд | 14 червня 2022    | 5-та              | 2021           | Віцечемпіон (2011)                     |
| Україна    | Переможець плей-оф       | 27 вересня 2022   | 3-тя              | 2011           | Віцечемпіон (2006)                     |
| Чехія      | Переможець плей-оф       | 27 вересня 2022   | 9-та              | 2021           | Чемпіон (2002)                         |
| Хорватія   | Переможець плей-оф       | 27 вересня 2022   | 5-та              | 2021           | Чвертьфіналіст (2021)                  |
| Ізраїль    | Переможець плей-оф       | 27 вересня 2022   | 3-тя              | 2013           | Груповий етап (2007, 2013)             |

## Фінальне жеребкування
Жеребкування фінальної частини турніру відбулося 18 жовтня 2022 року в Бухаресті. Шістнадцять команд були розподілені по чотирьох кошиках по чотири команди. Команди були посіяні відповідно до їхнього рейтингу коефіцієнтів після закінчення кваліфікаційного етапу, розрахованого на основі наступного:
- кваліфікація та фінальна частина молодіжного чемпіонату Європи 2019 (20%);
- кваліфікація та фінальна частина молодіжного чемпіонату Європи 2021 (40%);
- кваліфікація молодіжного чемпіонату Європи 2023 (тільки групова стадія) (40%).

Господарі Румунія та Грузія під час жеребкування отримали позиції А1 та В1 відповідно, а інші чотирнадцять команд розіграли решту доступних позицій.
| Команда    | Коеф.  |
| ---------- | ------ |
| Іспанія    | 41,837 |
| Португалія | 40,130 |
| Німеччина  | 39,668 |
| Франція    | 37,887 |

| Команда              | Коеф.  |
| -------------------- | ------ |
| Нідерланди           | 36,626 |
| Англія               | 35,798 |
| Італія               | 35,244 |
| Румунія (позиція B1) | 32,414 |

| Команда   | Коеф.  |
| --------- | ------ |
| Хорватія  | 31,945 |
| Швейцарія | 31,744 |
| Бельгія   | 31,550 |
| Чехія     | 30,455 |

| Команда             | Коеф.  |
| ------------------- | ------ |
| Україна             | 29,362 |
| Норвегія            | 27,872 |
| Ізраїль             | 25,732 |
| Грузія (позиція A1) | 24,442 |

## Міста та стадіони
Чемпіонат приймають вісім стадіонів, по чотири в кожній з країн-господарок турніру.

### Румунія
| Бухарест          | Стадіони в Румунії | Бухарест             |
| ----------------- | --- | -------------------- |
| Стяуа             | Бухарест Клуж-Напокаclass=notpageimage\| Розташування стадіонів молодіжного чемпіонату Європи з футболу 2023 (Румунія) | Рапід-Джулешті       |
| Місткість: 31 254 | Бухарест Клуж-Напокаclass=notpageimage\| Розташування стадіонів молодіжного чемпіонату Європи з футболу 2023 (Румунія) | Місткість: 14 047    |
|                   | Бухарест Клуж-Напокаclass=notpageimage\| Розташування стадіонів молодіжного чемпіонату Європи з футболу 2023 (Румунія) |                      |
| Клуж-Напока       | Бухарест Клуж-Напокаclass=notpageimage\| Розташування стадіонів молодіжного чемпіонату Європи з футболу 2023 (Румунія) | Клуж-Напока          |
| Клуж Арена        | Бухарест Клуж-Напокаclass=notpageimage\| Розташування стадіонів молодіжного чемпіонату Європи з футболу 2023 (Румунія) | Константін Радулеску |
| Місткість: 30 201 | Бухарест Клуж-Напокаclass=notpageimage\| Розташування стадіонів молодіжного чемпіонату Європи з футболу 2023 (Румунія) | Місткість: 22 198    |
|                   | Бухарест Клуж-Напокаclass=notpageimage\| Розташування стадіонів молодіжного чемпіонату Європи з футболу 2023 (Румунія) |                      |

### Грузія
| Тбілісі                            | Стадіони в Грузії | Тбілісі                       |
| ---------------------------------- | --- | ----------------------------- |
| Динамо Арена імені Бориса Пайчадзе | Тбілісі Батумі Кутаїсіclass=notpageimage\| Розташування стадіонів молодіжного чемпіонату Європи з футболу 2023 (Грузія) | Стадіон імені Михайла Месхі   |
| Місткість: 54 202                  | Тбілісі Батумі Кутаїсіclass=notpageimage\| Розташування стадіонів молодіжного чемпіонату Європи з футболу 2023 (Грузія) | Місткість: 27 223             |
|                                    | Тбілісі Батумі Кутаїсіclass=notpageimage\| Розташування стадіонів молодіжного чемпіонату Європи з футболу 2023 (Грузія) |                               |
| Батумі                             | Тбілісі Батумі Кутаїсіclass=notpageimage\| Розташування стадіонів молодіжного чемпіонату Європи з футболу 2023 (Грузія) | Кутаїсі                       |
| Батумі                             | Тбілісі Батумі Кутаїсіclass=notpageimage\| Розташування стадіонів молодіжного чемпіонату Європи з футболу 2023 (Грузія) | Стадіон імені Рамаза Шенгелія |
| Місткість: 20 000                  | Тбілісі Батумі Кутаїсіclass=notpageimage\| Розташування стадіонів молодіжного чемпіонату Європи з футболу 2023 (Грузія) | Місткість: 14 700             |
|                                    | Тбілісі Батумі Кутаїсіclass=notpageimage\| Розташування стадіонів молодіжного чемпіонату Європи з футболу 2023 (Грузія) |                               |

## Регламент
Команди, які посіли перше та друге місця в своїй групі, виходять до чвертьфіналу.
На груповому етапі команди ранжуються за очками (3 очки за перемогу, 1 очко за нічию, 0 очок за поразку). Якщо декілька команд мають рівну кількість очок, для визначення їхніх місць застосовуються такі критерії у наступному порядку:
1. Очки в очних матчах між цими командами.
2. Різниця голів в очних матчах між цими командами.
3. Голи, забиті в очних матчах між цими командами.
4. Якщо більше двох команд мають рівну кількість очок, і після застосування всіх наведених вище критеріїв особистих зустрічей частина цих команд все ще має рівні показники, усі вказані вище критерії особистих зустрічей повторно застосовуються виключно до команд з рівними показниками.
5. Різниця голів у всіх групових матчах.
6. Голи, забиті у всіх матчах групи.
7. Серія пенальті, якщо лише дві команди мають однакові показники за всіма наведеними вище критеріями, і вони зустрічаються в останньому раунді групи.
8. Дисциплінарні очки (червона картка = 3 очки, жовта картка = 1 очко, вилучення за дві жовті картки в одному матчі = 3 очки).
9. Рейтинг коефіцієнтів УЄФА для фінального жеребкування.

На стадії плей-оф для визначення переможців у разі необхідності використовується додатковий час і серія пенальті. Оскільки Франція кваліфікувалася на літні Олімпійські ігри 2024 року як господарка, а Англія не має права брати участь у цих Олімпійських іграх, їхні результати вплинуть на те, чи буде потрібен олімпійський матч плей-оф.

## Груповий етап

### Група A
| Поз | Команда    | І | В | Н | П | ГЗ | ГП | РГ | О | Кваліфікація |
| --- | ---------- | - | - | - | - | -- | -- | -- | - | ------------ |
| 1   | Грузія (H) | 3 | 1 | 2 | 0 | 5  | 3  | +2 | 5 | Плей-оф      |
| 2   | Португалія | 3 | 1 | 1 | 1 | 3  | 4  | −1 | 4 | Плей-оф      |
| 3   | Нідерланди | 3 | 0 | 3 | 0 | 2  | 2  | 0  | 3 |              |
| 4   | Бельгія    | 3 | 0 | 2 | 1 | 3  | 4  | −1 | 2 |              |

| 21 червня 2023 20:00 |

| Грузія                  | 2:0      | Португалія |
| ----------------------- | -------- | ---------- |
| Гагуа 37' Сазонов 45+1' | Протокол |            |

| Динамо Арена імені Бориса Пайчадзе, Тбілісі Глядачів: 24 447 Арбітр: Еспен Ескас (Норвегія) |

| 21 червня 2023 20:00 |

| Бельгія | 0:0      | Нідерланди |
| ------- | -------- | ---------- |
|         | Протокол |            |

| Стадіон імені Михайла Месхі, Тбілісі Глядачів: 1 029 Арбітр: Аліяр Агаєв (Азербайджан) |

| 24 червня 2023 20:00 |

| Грузія                            | 2:2      | Бельгія                        |
| --------------------------------- | -------- | ------------------------------ |
| - Цітаішвілі 51' - Гуліашвілі 87' | Протокол | - Де Кейпер 15' - Рамазані 38' |

| Динамо Арена імені Бориса Пайчадзе, Тбілісі Глядачів: 41 887 Арбітр: Дує Струкан (Хорватія) |

| 24 червня 2023 20:00 |

| Португалія  | 1:1      | Нідерланди |
| ----------- | -------- | ---------- |
| Алмейда 20' | Протокол | Броббі 78' |

| Стадіон імені Михайла Месхі, Тбілісі Глядачів: 1 526 Арбітр: Гораціу Феснік (Румунія) |

| 27 червня 2023 20:00 |

| Нідерланди   | 1:1      | Грузія          |
| ------------ | -------- | --------------- |
| Тейлор 45+6' | Протокол | Давіташвілі 42' |

| Динамо Арена імені Бориса Пайчадзе, Тбілісі Глядачів: 43 004 Арбітр: Раде Обренович (Словенія) |

| 27 червня 2023 20:00 |

| Португалія                  | 2:1      | Бельгія       |
| --------------------------- | -------- | ------------- |
| Невіш 56' Данташ 89' (пен.) | Протокол | Вертессен 65' |

| Стадіон імені Михайла Месхі, Тбілісі Глядачів: 1 373 Арбітр: Віллі Делажо (Франція) |

### Група B
| Поз | Команда     | І | В | Н | П | ГЗ | ГП | РГ | О | Кваліфікація |
| --- | ----------- | - | - | - | - | -- | -- | -- | - | ------------ |
| 1   | Іспанія     | 3 | 2 | 1 | 0 | 6  | 2  | +4 | 7 | Плей-оф      |
| 2   | Україна     | 3 | 2 | 1 | 0 | 5  | 2  | +3 | 7 | Плей-оф      |
| 3   | Хорватія    | 3 | 0 | 1 | 2 | 0  | 3  | −3 | 1 |              |
| 4   | Румунія (H) | 3 | 0 | 1 | 2 | 0  | 4  | −4 | 1 |              |

| 21 червня 2023 19:00 |

| Україна             | 2:0      | Хорватія |
| ------------------- | -------- | -------- |
| Кащук 19' Сікан 48' | Протокол |          |

| Рапід-Джулешті, Бухарест Глядачів: 1 677 Арбітр: Мохаммед Аль-Хакім (Швеція) |

| 21 червня 2023 21:45 |

| Румунія | 0:3      | Іспанія                           |
| ------- | -------- | --------------------------------- |
|         | Протокол | Баена 55' Міранда 62' Гомес 90+5' |

| Стяуа, Бухарест Глядачів: 21 227 Арбітр: Ерік Ламбрехтс (Бельгія) |

| 24 червня 2023 19:00 |

| Румунія | 0:1      | Україна        |
| ------- | -------- | -------------- |
|         | Протокол | Дікан 89' (аг) |

| Стяуа, Бухарест Глядачів: 14 309 Арбітр: Мортен Крог (Данія) |

| 24 червня 2023 21:45 |

| Іспанія | 1:0      | Хорватія |
| ------- | -------- | -------- |
| Руїс 1' | Протокол |          |

| Рапід-Джулешті, Бухарест Глядачів: 2 921 Арбітр: Аллард Ліндгут (Нідерланди) |

| 27 червня 2023 21:45 |

| Хорватія | 0:0      | Румунія |
| -------- | -------- | ------- |
|          | Протокол |         |

| Стяуа, Бухарест Глядачів: 7 816 Арбітр: Жуан Піньєйру (Португалія) |

| 27 червня 2023 21:45 |

| Іспанія                   | 2:2      | Україна                        |
| ------------------------- | -------- | ------------------------------ |
| Желізко 49' (аг) Руїс 90' | Протокол | В'юнник 43' Судаков 81' (пен.) |

| Рапід-Джулешті, Бухарест Глядачів: 2 027 Арбітр: Донатас Румшас (Литва) |

### Група C
| Поз | Команда   | І | В | Н | П | ГЗ | ГП | РГ | О | Кваліфікація |
| --- | --------- | - | - | - | - | -- | -- | -- | - | ------------ |
| 1   | Англія    | 3 | 3 | 0 | 0 | 6  | 0  | +6 | 9 | Плей-оф      |
| 2   | Ізраїль   | 3 | 1 | 1 | 1 | 2  | 3  | −1 | 4 | Плей-оф      |
| 3   | Чехія     | 3 | 1 | 0 | 2 | 2  | 4  | −2 | 3 |              |
| 4   | Німеччина | 3 | 0 | 1 | 2 | 2  | 5  | −3 | 1 |              |

| 22 червня 2023 20:00 |

| Чехія | 0:2      | Англія                   |
| ----- | -------- | ------------------------ |
|       | Протокол | Ремзі 47' Сміт-Роу 90+4' |

| Стадіон Батумі, Батумі Глядачів: 8 168 Арбітр: Гораціу Феснік (Румунія) |

| 22 червня 2023 20:00 |

| Німеччина  | 1:1      | Ізраїль      |
| ---------- | -------- | ------------ |
| Біссек 26' | Протокол | Тургеман 20' |

| Стадіон імені Рамаза Шенгелія, Кутаїсі Глядачів: 2 442 Арбітр: Віллі Делажо (Франція) |

| 25 червня 2023 20:00 |

| Чехія              | 2:1      | Німеччина   |
| ------------------ | -------- | ----------- |
| Сейк 33' Вітік 87' | Протокол | Штіллер 70' |

| Стадіон Батумі, Батумі Глядачів: 5 023 Арбітр: Еспен Ескас (Норвегія) |

| 25 червня 2023 20:00 |

| Англія                  | 2:0      | Ізраїль |
| ----------------------- | -------- | ------- |
| Гордон 15' Сміт-Роу 68' | Протокол |         |

| Стадіон імені Рамаза Шенгелія, Кутаїсі Глядачів: 5 106 Арбітр: Раде Обренович (Словенія) |

| 28 червня 2023 20:00 |

| Англія               | 2:0      | Німеччина |
| -------------------- | -------- | --------- |
| Арчер 4' Елліотт 21' | Протокол |           |

| Стадіон Батумі, Батумі Глядачів: 2 175 Арбітр: Аліяр Агаєв (Азербайджан) |

| 28 червня 2023 20:00 |

| Ізраїль        | 1:0      | Чехія |
| -------------- | -------- | ----- |
| Гандельман 82' | Протокол |       |

| Стадіон імені Рамаза Шенгелія, Кутаїсі Глядачів: 9 587 Арбітр: Дує Струкан (Хорватія) |

### Група D
| Поз | Команда   | І | В | Н | П | ГЗ | ГП | РГ | О | Кваліфікація |
| --- | --------- | - | - | - | - | -- | -- | -- | - | ------------ |
| 1   | Франція   | 3 | 3 | 0 | 0 | 7  | 2  | +5 | 9 | Плей-оф      |
| 2   | Швейцарія | 3 | 1 | 0 | 2 | 5  | 8  | −3 | 3 | Плей-оф      |
| 3   | Італія    | 3 | 1 | 0 | 2 | 4  | 5  | −1 | 3 |              |
| 4   | Норвегія  | 3 | 1 | 0 | 2 | 2  | 3  | −1 | 3 |              |

| 22 червня 2023 19:00 |

| Норвегія  | 1:2      | Швейцарія          |
| --------- | -------- | ------------------ |
| Сейде 19' | Протокол | Ндоє 36' Імері 56' |

| Константін Радулеску, Клуж-Напока Глядачів: 1 279 Арбітр: Жуан Піньєйру (Португалія) |

| 22 червня 2023 21:45 |

| Франція                    | 2:1      | Італія       |
| -------------------------- | -------- | ------------ |
| Калімуендо 22' Баркола 62' | Протокол | Пеллегрі 36' |

| Клуж Арена, Клуж-Напока Глядачів: 11 286 Арбітр: Аллард Ліндгут (Нідерланди) |

| 25 червня 2023 19:00 |

| Швейцарія            | 2:3      | Італія                             |
| -------------------- | -------- | ---------------------------------- |
| Імері 47' Амдуні 52' | Протокол | Пірола 6' Ньйонто 11' Парізі 45+4' |

| Клуж Арена, Клуж-Напока Глядачів: 4 339 Арбітр: Мохаммед Аль-Хакім (Швеція) |

| 25 червня 2023 21:45 |

| Норвегія | 0:1      | Франція   |
| -------- | -------- | --------- |
|          | Протокол | Олізе 57' |

| Константін Радулеску, Клуж-Напока Глядачів: 1 507 Арбітр: Донатас Румшас (Литва) |

| 28 червня 2023 21:45 |

| Італія | 0:1      | Норвегія    |
| ------ | -------- | ----------- |
|        | Протокол | Ботгейм 65' |

| Клуж Арена, Клуж-Напока Глядачів: 2 347 Арбітр: Ерік Ламбрехтс (Бельгія) |

| 28 червня 2023 21:45 |

| Швейцарія | 1:4      | Франція                                           |
| --------- | -------- | ------------------------------------------------- |
| Ндоє 35'  | Протокол | Гуїрі 16' (пен.) Баркола 65' Шеркі 76' Какере 81' |

| Константін Радулеску, Клуж-Напока Глядачів: 1 652 Арбітр: Мортен Крог (Данія) |

## Плей-оф
|  | Чвертьфінали                      | Чвертьфінали    |                          |   | Півфінали | Півфінали |  |  | Фінал | Фінал |
|  |                                   |                 |                          |   |           |           |  |  |       |       |
|  | 1 липня – Стадіон ім. М. Месхі    |                 |                          |   |           |           |  |  |       |       |
|  |                                   |                 |                          |   |           |           |  |  |       |       |
|  | Грузія                            | 0 (3)           |                          |   |           |           |  |  |       |       |
|  | Грузія                            | 0 (3)           | 5 липня – Стадіон Батумі |   |           |           |  |  |       |       |
|  | Ізраїль (пен. )                   | 0 (4)           |                          |   |           |           |  |  |       |       |
|  | Ізраїль (пен. )                   | 0 (4)           | Ізраїль                  | 0 |           |           |  |  |       |       |
|  | 2 липня – Стадіон ім. Р. Шенгелія |                 | Ізраїль                  | 0 |           |           |  |  |       |       |
|  |                                   | Англія          | 3                        |   |           |           |  |  |       |       |
|  | Англія                            | Англія          | 3                        | 1 |           |           |  |  |       |       |
|  | Англія                            |                 | 8 липня – Стадіон Батумі | 1 |           |           |  |  |       |       |
|  | Португалія                        | 0               |                          |   |           |           |  |  |       |       |
|  | Португалія                        | 0               | Англія                   | 1 |           |           |  |  |       |       |
|  | 1 липня – Рапід-Джулешті          |                 | Англія                   | 1 |           |           |  |  |       |       |
|  |                                   | Іспанія         | 0                        |   |           |           |  |  |       |       |
|  | Іспанія (дч)                      | Іспанія         | 0                        | 2 |           |           |  |  |       |       |
|  | Іспанія (дч)                      | 5 липня – Стяуа |                          | 2 |           |           |  |  |       |       |
|  | Швейцарія                         | 1               |                          |   |           |           |  |  |       |       |
|  | Швейцарія                         | 1               | Іспанія                  | 5 |           |           |  |  |       |       |
|  | 2 липня – Клуж Арена              |                 | Іспанія                  | 5 |           |           |  |  |       |       |
|  |                                   | Україна         | 1                        |   |           |           |  |  |       |       |
|  | Франція                           | Україна         | 1                        | 1 |           |           |  |  |       |       |
|  | Франція                           |                 |                          | 1 |           |           |  |  |       |       |
|  | Україна                           | 3               |                          |   |           |           |  |  |       |       |
|  | Україна                           | 3               |                          |   |           |           |  |  |       |       |

### Чвертьфінали
| 1 липня 2023 19:00 |

| Грузія                                                        | 0:0      | Ізраїль                             |
| ------------------------------------------------------------- | -------- | ----------------------------------- |
|                                                               | Протокол |                                     |
|                                                               | Пенальті |                                     |
| - Азарові - Давіташвілі - Гагуа - Мойсцрапішвілі - Хвадагіані | 3:4      | - Коен - Гандельман - Халілі - Глух |

| Стадіон імені Михайла Месхі, Тбілісі Глядачів: 44 338 Арбітр: Еспен Ескас (Норвегія) |

| 1 липня 2023 22:00 |

| Іспанія                   | 2:1 дч   | Швейцарія    |
| ------------------------- | -------- | ------------ |
| С. Гомес 68' Міранда 103' | Протокол | Амдуні 90+1' |

| Рапід-Джулешті, Бухарест Глядачів: 3 861 Арбітр: Ерік Ламбрехтс (Бельгія) |

| 2 липня 2023 19:00 |

| Англія     | 1:0      | Португалія |
| ---------- | -------- | ---------- |
| Гордон 34' | Протокол |            |

| Стадіон імені Рамаза Шенгелія, Кутаїсі Глядачів: 6 920 Арбітр: Раде Обренович (Словенія) |

| 2 липня 2023 22:00 |

| Франція   | 1:3      | Україна                                |
| --------- | -------- | -------------------------------------- |
| Шеркі 19' | Протокол | Судаков 32' (пен.), 44' Бондаренко 86' |

| Клуж Арена, Клуж-Напока Глядачів: 6 281 Арбітр: Жуан Піньєйру (Португалія) |

### Півфінали
| 5 липня 2023 19:00 |

| Ізраїль | 0:3      | Англія                              |
| ------- | -------- | ----------------------------------- |
|         | Протокол | Гіббс-Вайт 42' Палмер 63' Арчер 90' |

| Стадіон Батумі, Батумі Глядачів: 11 801 Арбітр: Мортен Крог (Данія) |

| 5 липня 2023 22:00 |

| Іспанія                                              | 5:1      | Україна        |
| ---------------------------------------------------- | -------- | -------------- |
| Руїс 17' Сансет 24' Бланко 54' Орос 68' С. Гомес 78' | Протокол | Бондаренко 13' |

| Стяуа, Бухарест Глядачів: 9 230 Арбітр: Ерік Ламбрехтс (Бельгія) |

### Фінал
| 8 липня 2023 19:00 |

| Англія      | 1:0      | Іспанія |
| ----------- | -------- | ------- |
| Джонс 45+4' | Протокол |         |

| Стадіон Батумі, Батумі Глядачів: 18 498 Арбітр: Еспен Ескас (Норвегія) |

| Чемпіон Європи 2023 |
| ------------------- |
| Англія 3-й титул    |

## Бомбардири
У 31 матчі було забито 72 голи, в середньому 2,32 гола за матч.
3 голи:
- Серхіо Гомес
- Абель Руїс
- Георгій Судаков

2 голи:
- Камерон Арчер
- Ентоні Гордон
- Еміл Сміт-Роу
- Хуан Міранда
- Артем Бондаренко
- Бредлі Баркола
- Раян Шеркі
- Зекі Амдуні
- Кастріот Імері
- Дан Ндоє

## Збірні, що кваліфікувались на Олімпійські ігри 2024
Чотири найкращі команди молодіжного чемпіонату Європи візьмуть участь у футбольному турнірі на Олімпійських іграх 2024 року, включно з Францією, яка кваліфікувалася як господар.
| Збірна  | Дата кваліфікації | Попередні виступи на Олімпіадах1                                                  |
| ------- | ----------------- | --------------------------------------------------------------------------------- |
| Франція | 13 вересня 2017   | 13 (1900, 1908, 1920, 1924, 1928, 1948, 1952, 1960, 1968, 1976, 1984, 1996, 2020) |
| Ізраїль | 2 липня 2023      | 2 (1968, 1976)                                                                    |
| Іспанія | 2 липня 2023      | 11 (1920, 1924, 1928, 1968, 1976, 1980, 1992, 1996, 2000, 2012, 2020)             |
| Україна | 2 липня 2023      | 0 (дебют)                                                                         |

1 Жирний шрифт означає переможця чемпіонату. Курсивом зазначено господаря турніру.